# Itanhangá
Itanhangá là một đô thị thuộc bang Mato Grosso, Brasil. Đô thị này có diện tích km², dân số năm 2007 là 4741 người, mật độ người/km².